# Carina Raich
Carina Raich (Innsbruck, 14 marzo 1979) è un'ex sciatrice alpina austriaca.
È sorella dello sciatore alpino Benjamin e moglie dello sciatore nordico Mario Stecher, a loro volta atleti di alto livello.

## Biografia
Slalomista pura originaria di Arzl im Pitztal, la Raich entrò a far parte della nazionale austriaca nella stagione 1996-1997. Esordì in Coppa Europa il 7 dicembre 1997 a Piancavallo, senza completare la gara, e in Coppa del Mondo il 10 dicembre 2000 a Sestriere, classificandosi 24ª.
Prese parte a un'edizione dei Campionati mondiali, Sankt Anton am Arlberg 2001, in cui giunse 9ª, e salì un'unica volta sul podio in una gara di Coppa del Mondo, con il 3º posto ottenuto a Copper Mountain il 22 novembre 2001. Ai XIX Giochi olimpici invernali di Salt Lake City 2002, sua unica presenza olimpica, non concluse la prova; smise di gareggiare nel 2005 e la sua ultima gara in carriera fu lo slalom speciale di Coppa del Mondo disputato a Maribor il 23 gennaio, che non portò a termine.

## Palmarès

### Coppa del Mondo
- Miglior piazzamento in classifica generale: 48ª nel 2002
- 1 podio (in slalom speciale):
  - 1 terzo posto

### Coppa Europa
- Miglior piazzamento in classifica generale: 62ª nel 2001

### Campionati austriaci juniores
- 2 medaglie[2]:
  - 1 oro (slalom speciale nel 1996)
  - 1 argento (slalom speciale nel 1998)